# Модесто, Джозеф Воль
Джозеф Воль Модесто (англ. Joseph Wol Modesto) — политический деятель Южного Судана, генеральный секретарь Коммунистической партии Южного Судана.
В 1989 году он был назначен министром образования в Южном Совете. Модесто принимал участие в выборах в Законодательное Собрание Южного Судана в 2010 году от избирательного округа Вау в качестве кандидата от Суданской коммунистической партии. Он занял второе место, набрав 4 701 голосов избирателей (16,4 %).
До провозглашения независимости Южного Судана Модесто был членом Центрального комитета Суданской коммунистической партии, возглавляя её южное бюро. Президент Сальваторе Киир в 2025 году отозвал избрание Модесто в верхнюю палату парламента.